# ウマルコート城

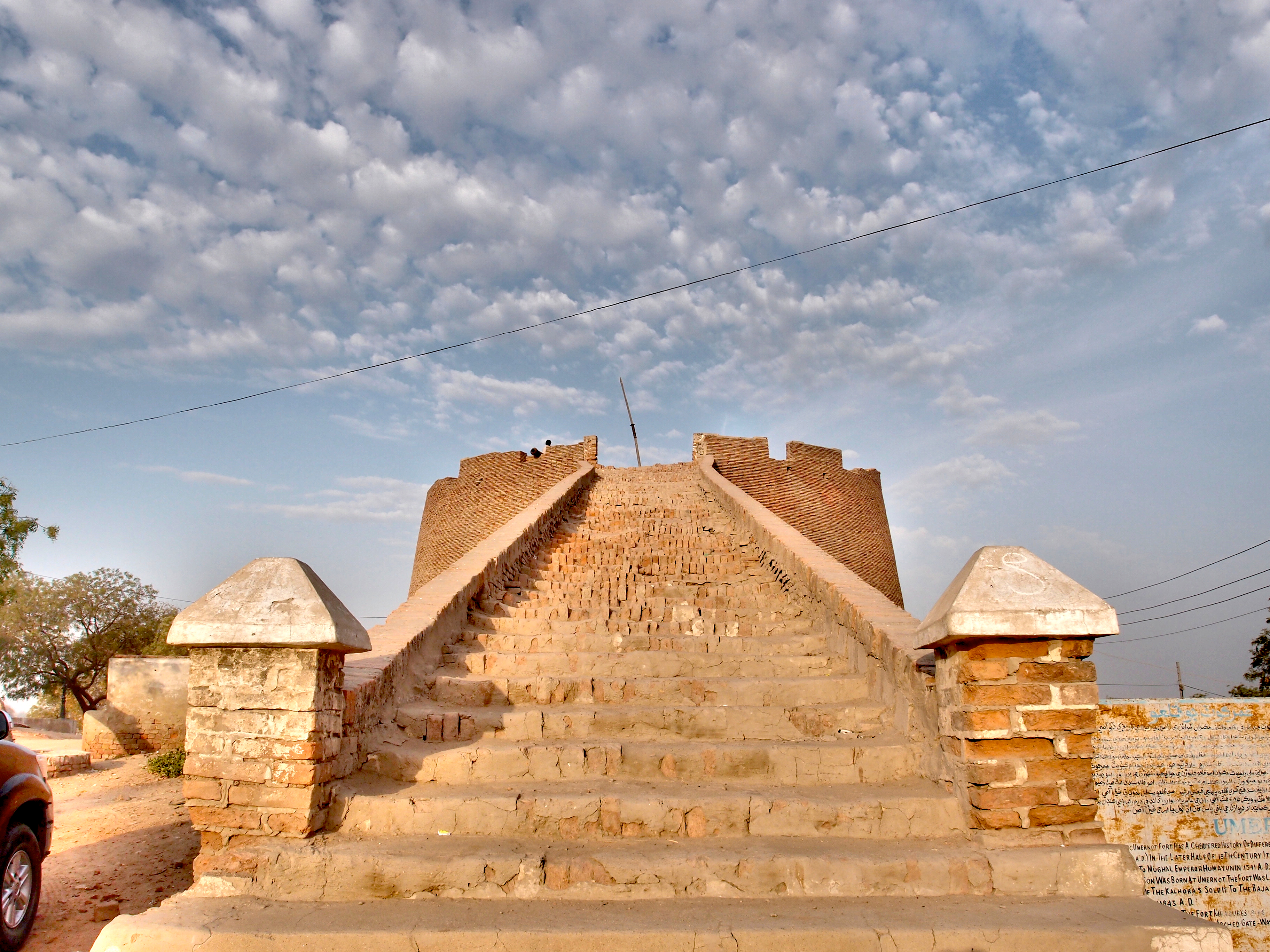
ウマルコート城

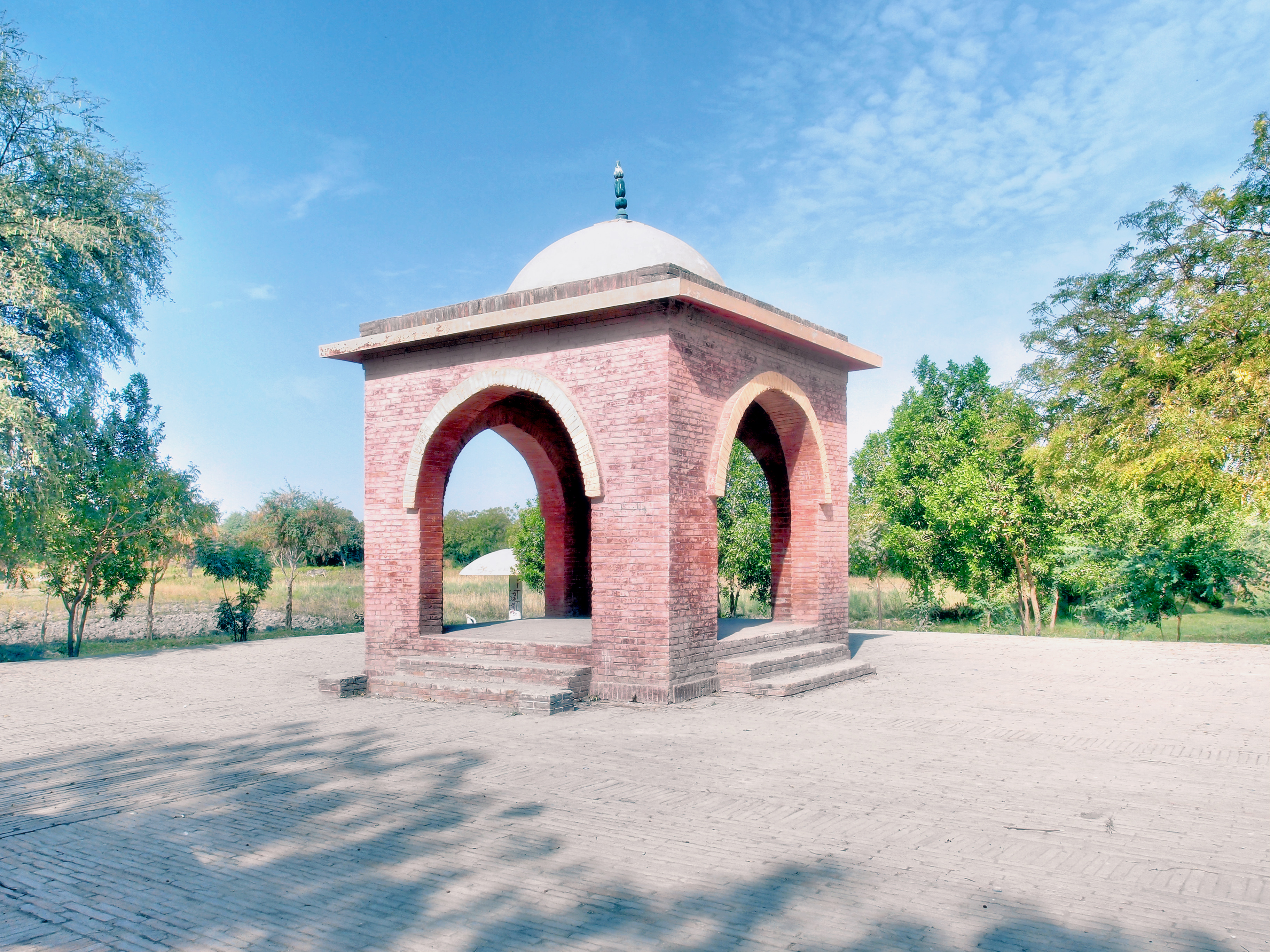
アクバルの生まれた場所

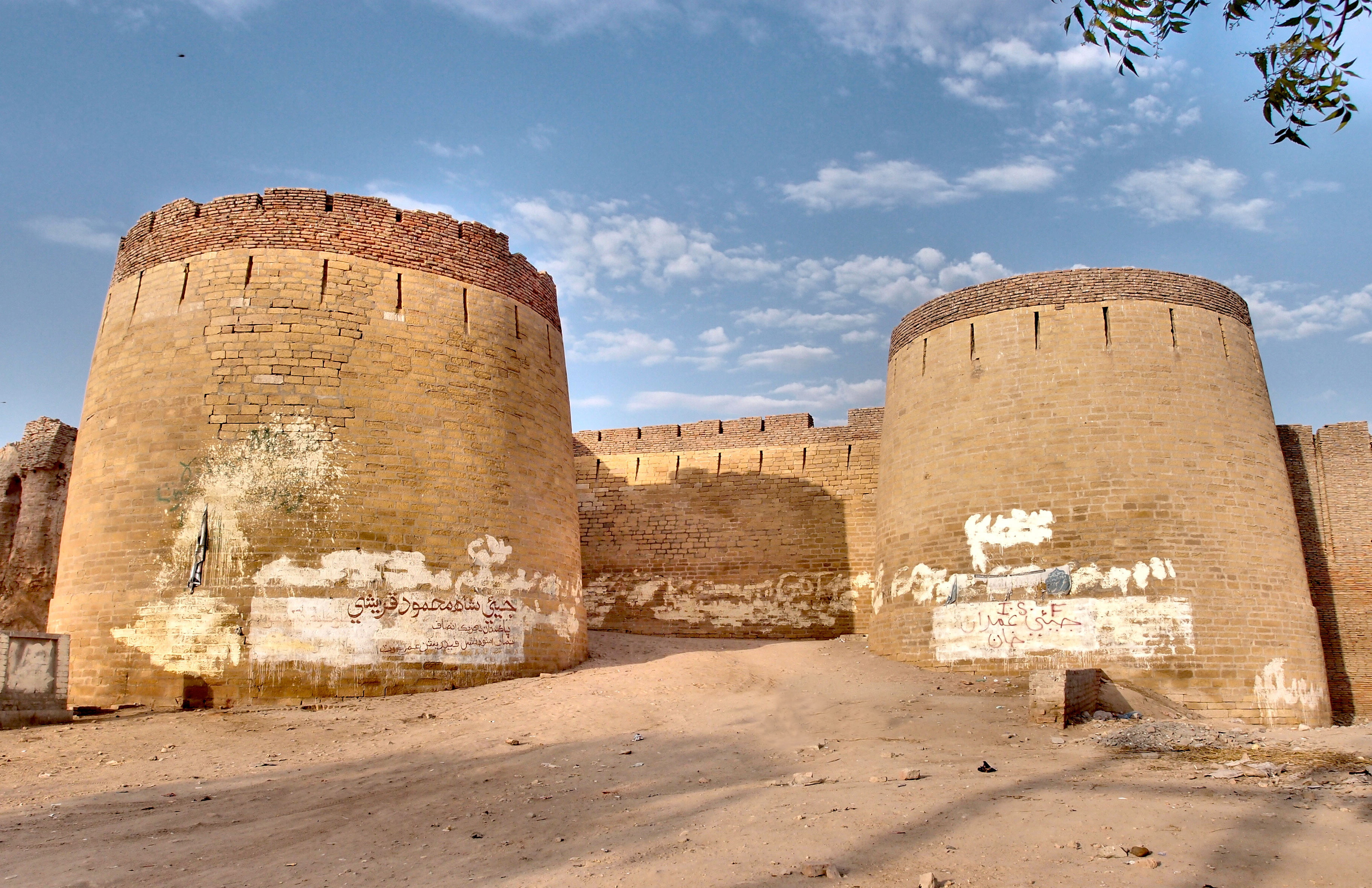
ウマルコート城の城壁

ウマルコート城（ウマルコートじょう、英語：Umarkot Fort）は、パキスタンのシンド州、ウマルコート県に存在する城塞。

## 歴史
1542年10月15日、この城でムガル帝国の第3代皇帝アクバルが誕生した。このとき、父である第2代皇帝フマーユーンはシェール・シャーにより北インドを追われ、シンド地方に逃れていた。
ウマルコートの支配者は中央の政府から独立していた数少ないラージプートの支配者であった。フマーユーンが亡命中、支配者のラーナー・プラサードはフマーユーンにこの地に亡命することを許していた。